# Brandon Pierrick
Pierrick Brandon Leroy Keutcha (Lambeth, Inglaterra, Reino Unido, 10 de diciembre de 2001) es un futbolista británico que juega en la demarcación de centrocampista para el Crystal Palace FC de la Premier League.

## Biografía
Tras formarse en las filas inferiores del Crystal Palace FC desde los nueve años, finalmente en la temporada 2019/20 ascendió al primer club, haciendo su debut el 1 de enero en un encuentro de la Premier League contra el Norwich City FC tras sustituir a Martin Kelly en el minuto 83, con un resultado de empate a uno.

## Clubes
| Club              | País       | Año    | Partidos | Goles |
| ----------------- | ---------- | ------ | -------- | ----- |
| Crystal Palace FC | Inglaterra | 2019 - | 3        | 0     |